# Odontodrassus aphanes
Odontodrassus aphanes är en spindelart som först beskrevs av Tord Tamerlan Teodor Thorell 1897.  Odontodrassus aphanes ingår i släktet Odontodrassus och familjen plattbuksspindlar. Inga underarter finns listade i Catalogue of Life.